# شو جیائو
شو جیائو (چینی: 徐嬌؛ ‏زاده ۵ اوت ۱۹۹۷) بازیگر اهل چین است.
از فیلم‌ها یا مجموعه‌های تلویزیونی که وی در آن‌ها نقش داشته است، می‌توان به سی‌جی۷، دولت‌های جنگ‌طلب، افسانه متولد می‌شود: ایپ من و مولان اشاره نمود.